# 钟廷生
钟廷生（？—1856年），太平天国官员。清代广西省人。

## 生平
钟廷生早年参加金田起义。太平天国丙辰六年（1856年）钟廷生镇守武昌。钟廷生官至秋官副丞相。天京事变後，十一月，太平军从武昌撤退，钟廷生在湖北江夏县被清军所执，被害牺牲。《胡文忠公遗集·卷十三》收录的胡林翼清咸丰六年十一月二十九日《水陆追剿克复武昌县黄州府城池即乘胜东下疏》，记载钟廷生官至秋官副丞相。涤浮道人《金陵杂记》作秋官又正丞相。

## 同宗
钟廷元，官至秋官又副丞相。太平天国癸好三年（1853年）间，在扬州战死。